# 斯美塔那酸奶油

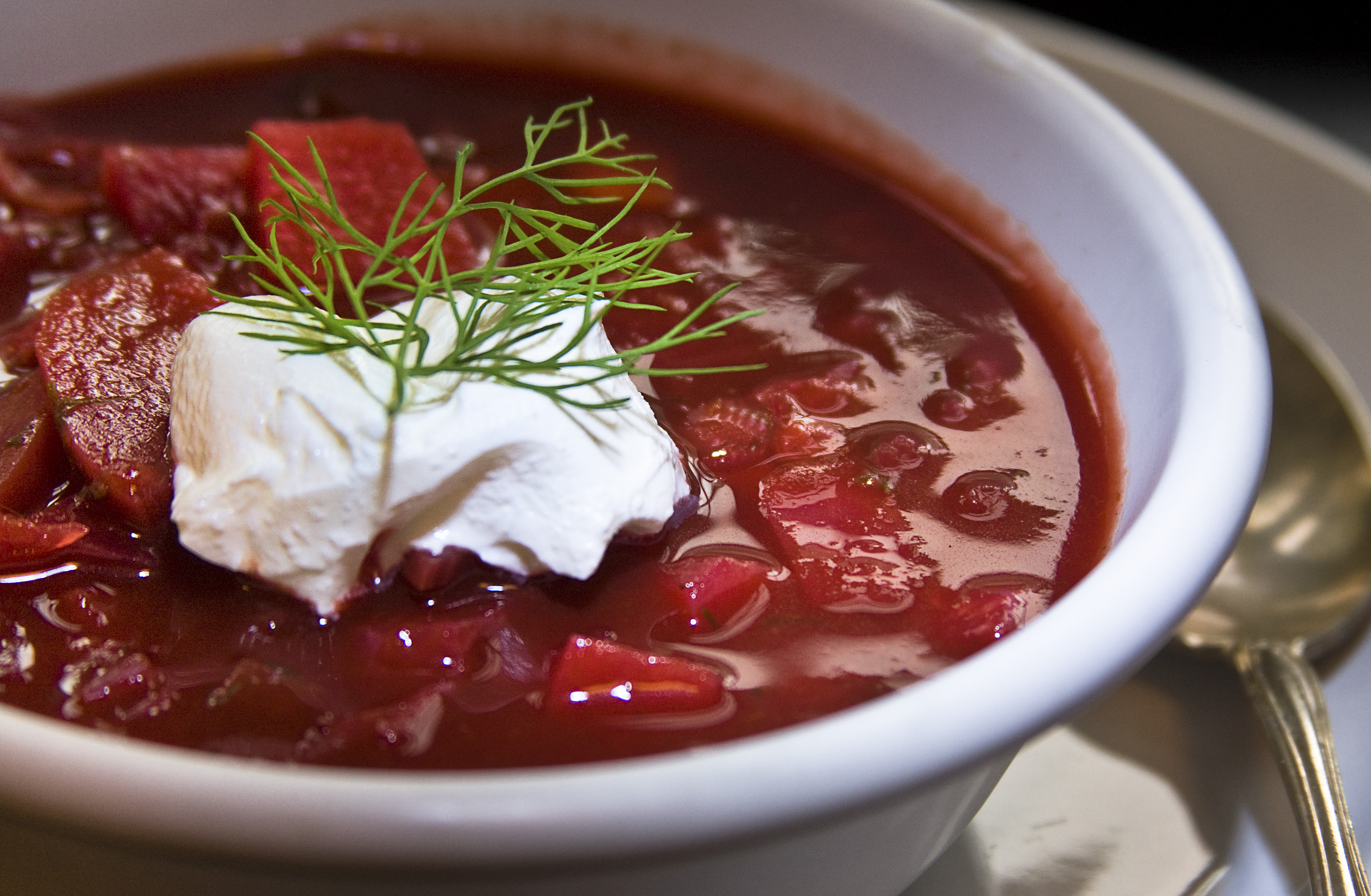
一碗罗宋汤中的斯美塔那酸奶油

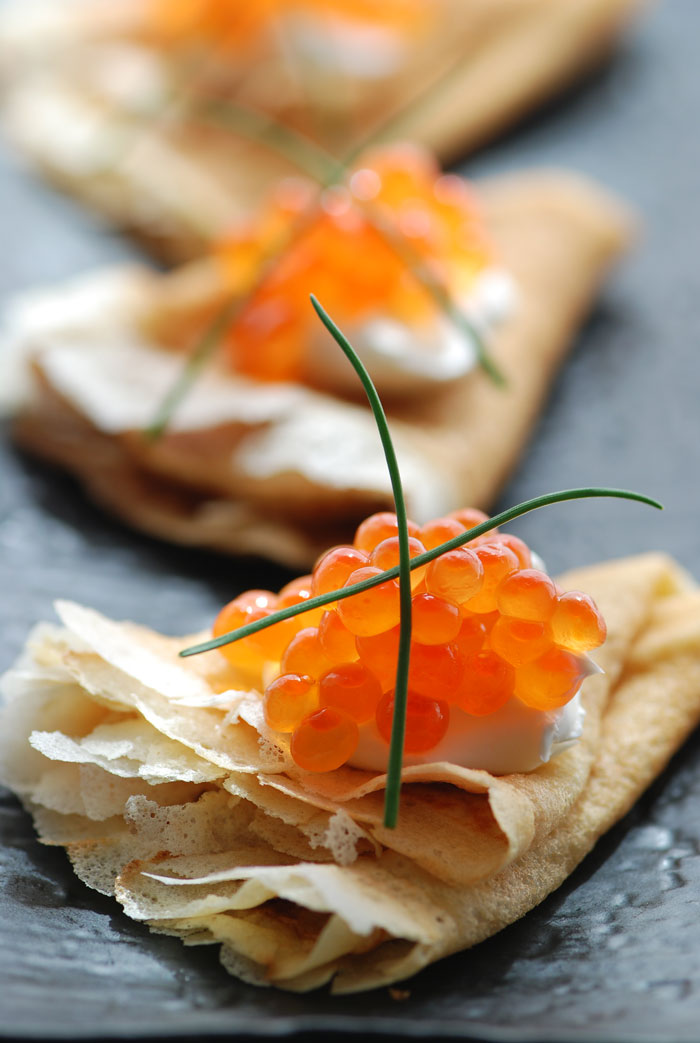
带酸奶油的布利尼

斯美塔那酸奶油（波蘭語：śmietana，羅馬化：smetana）指一种在中东欧用酸奶油制造的脂肪含量在20%左右的糊状奶制品，用于西餐菜肴和糕点的制作。